# Werner Buttler
Werner Buttler (* 19. Juni 1907 in Einbeck; † 12. Mai 1940 in Altwies, Mondorf) war ein deutscher Prähistoriker.

## Leben
Werner Buttler wurde 1930 an der Philipps-Universität Marburg bei Gero von Merhart mit der Arbeit „Die Bandkeramik in ihrem nordwestlichsten Verbreitungsgebiet“ promoviert. 1931/32 erhielt er das Reisestipendium des Deutschen Archäologischen Instituts. Danach grub er die linearbandkeramische Siedlung von Köln-Lindenthal und die Erdenburg in Moitzfeld aus, eine Grabung, die die SS als die erste von ihr offiziell geförderte Ausgrabung feierte. 1934 wurde er Kustos des Museums in Köln, im Juli 1936 wurde er habilitiert, im September 1936 wurde er wissenschaftlicher Hilfsarbeiter im Referat für Bodendenkmalpflege des Reichserziehungsministeriums. 1938 wurde er außerordentlicher Professor an der Georg-August-Universität Göttingen, war aber weiterhin „zur Dienstleistung“ ins Ministerium beurlaubt.
Buttler, der zum 1. August 1930 der NSDAP beitrat (Mitgliedsnummer 283.786) und im selben Jahr Mitglied der SA wurde, trat 1936 in die SS über. Er wandte sich mit Erfolg gegen die vom Amt Rosenberg und besonders Hans Reinerth unternommenen Versuche, die deutsche prähistorische Archäologie zu kontrollieren, und stärkte den Einfluss der SS auf das Fach. Zu Beginn des Zweiten Weltkrieges meldete er sich freiwillig zur Wehrmacht. Er fiel schon zu Beginn des Krieges in Luxemburg.

## Schriften
- Die Bandkeramik in ihrem nordwestlichsten Verbreitungsgebiet. In: Bericht der Römisch-Germanischen Kommission. Band 19, 1929, S. 146–200 (erweiterte Fassung: Die Bandkeramik in ihrem nordwestlichsten Verbreitungsgebiet. Elwert’sche Universitätsbuchhandlung, Marburg 1931).
- mit Waldemar Haberey: Die bandkeramische Ansiedlung bei Köln-Lindenthal (= Römisch-Germanische Forschungen. Band 11). Walter de Gruyter, Berlin/Leipzig 1936 (Digitalisat).
- Merkheft zum Schutz der Bodenaltertümer. Reichs- und Preußisches Ministerium für Wissenschaft, Erziehung und Volksbildung, Berlin [1938] (auch erschienen bei Mayr, Miesbach (Oberbayern) [1939]).
- Der donauländische und der westische Kulturkreis der jüngeren Steinzeit (= Handbuch des Urgeschichte Deutschlands. Band 2). Walter de Gruyter, Berlin/Leipzig 1938.